# Suvilahti (district de Vaasa)
Pour les articles homonymes, voir Suvilahti.
Le district de Suvilahti  (finnois : Suvilahden suuralue) est l'un des douze districts de Vaasa en Finlande.

## Description
En fin 2017, le district de Suvilahti compte 3 779 habitants (31 décembre 2017).
Il regroupe les quartiers suivants :
- Korkeamäki ;
- Suvilahti.